# Saint-Christophe (Charente)
Pour les articles homonymes, voir Saint-Christophe.
Saint-Christophe (Sent-Crestòfa en occitan) est une commune du Sud-Ouest de la France, située dans le département de la Charente (région Nouvelle-Aquitaine).
Ses habitants sont les Saint-Christophoriens et les Saint-Christophoriennes.

## Géographie

### Localisation et accès
Saint-Christophe est une commune de la Charente limousine limitrophe  de la Haute-Vienne située à 14 km de Confolens et 67 km au nord-est d'Angoulême.
Le bourg de Saint-Christophe est aussi à 5 km à l'est de Lesterps, 13 km au nord de Saint-Junien, 18 km au nord-est de Chabanais, 21 km au sud-ouest de Bellac et 37 km au nord-ouest de Limoges.
La route principale de la commune est la D 82, route de Confolens et Lesterps à Limoges par Oradour-sur-Glane, qui la traverse d'ouest en est. Le bourg est aussi desservi par la D 163 qui va vers le sud-ouest à Chabanais, et la D 330 au sud vers Brigueuil et Saint-Junien.
La gare la plus proche est celle de Saint-Junien, desservie par des TER à destination d'Angoulême et de Limoges.

### Hameaux et lieux-dits
La commune compte de nombreux hameaux :
- au nord et à l'est : Joumard, Villesot, le Marousse, Essubras, l'Aumônerie (orthographié autrefois la Monnerie[4]), la Coutimanie, la Courrière Noire, Brac ;
- au sud : le Grand Mesurat et le Petit Mesurat, la Cigogne, la Tuilerie ;
- à l'ouest : Priésac, le Quéroy, Villessanot, etc. ainsi que quelques fermes[3].

### Communes limitrophes
|          | Val d'Issoire (Haute-Vienne) | Nouic (Haute-Vienne) |
| Lesterps | Saint-Christophe             | Montrollet           |
| Saulgond | Brigueuil                    |                      |

### Géologie et relief
Comme toute cette partie nord-est du département de la Charente qu'on appelle la Charente limousine, la commune se trouve sur le plateau du Limousin, partie occidentale du Massif central, composé de roches cristallines et métamorphiques, relique de la chaîne hercynienne.
Le sous-sol de la commune se compose essentiellement de gneiss. On trouve aussi du granit et de la diorite à l'ouest,,.
La commune de Saint-Christophe occupe un vaste plateau ondulé incliné vers l'ouest, dont l'altitude moyenne dépasse 250 m. Les altitudes s'étagent entre 199 m, dans la vallée de la Marchadaine au nord-ouest, et 340 m, au nord-est à la Butte de Frochet. Le bourg est à environ 270 m d'altitude.

### Hydrographie

#### Réseau hydrographique

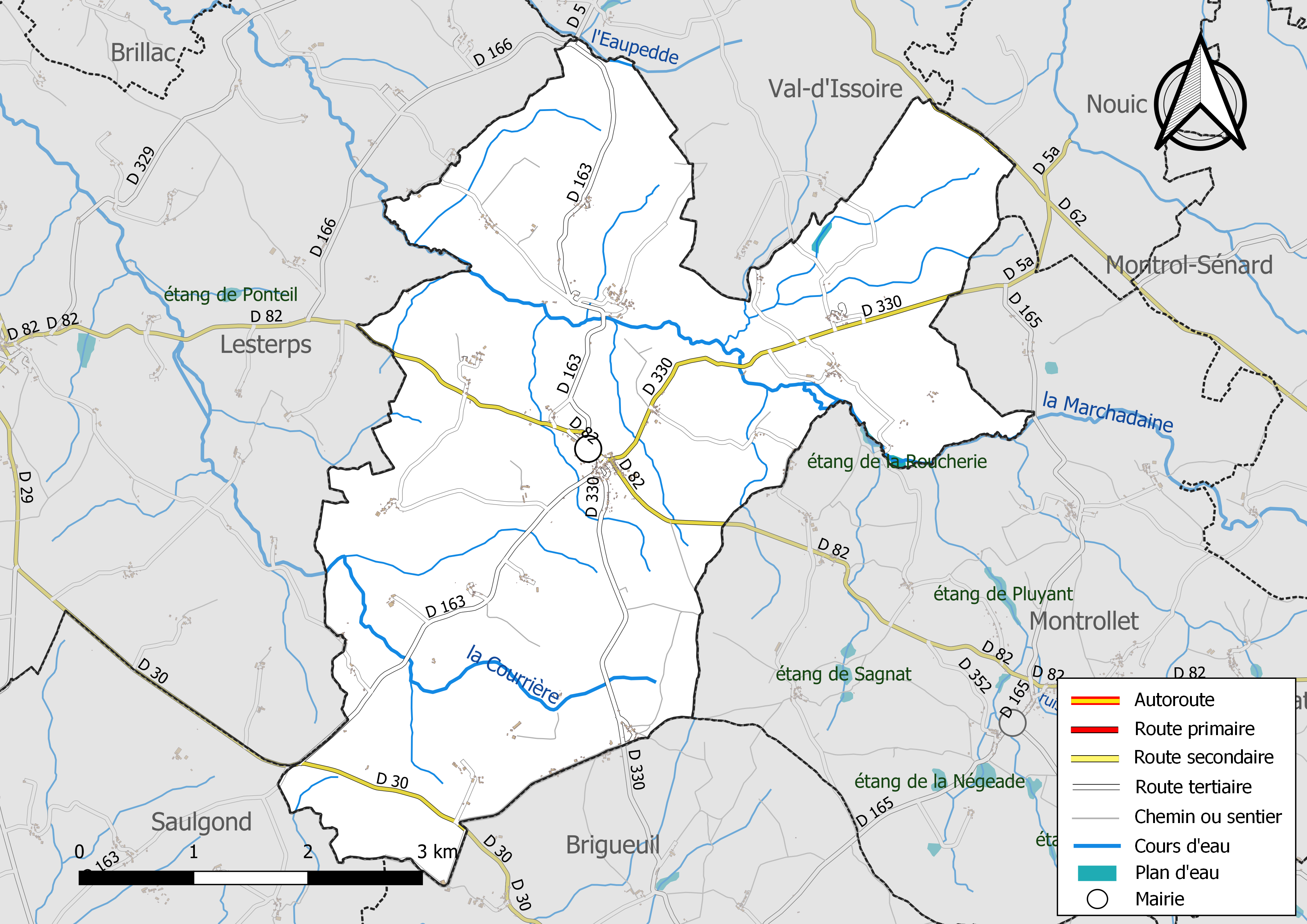
Réseaux hydrographique et routier de Saint-Christophe.

La commune est située dans la région hydrographique de « la Loire de la Vienne (c) à la Maine (nc) », une partie du Bassin de la Loire, au sein du Bassin Loire-Bretagne. Elle est drainée par la Courrière, la Marchadaine, l'Eaupedde et par divers petits cours d'eau, qui constituent un réseau hydrographique de 31 km de longueur totale,.
La Marchadaine, affluent de l'Issoire et sous-affluent de la Vienne traverse le nord-est de la commune. La Courrière, autre affluent de l'Issoire qui passe près Lesterps, prend sa source au sud. De petits étangs parsèment aussi la commune.

#### Gestion des eaux
Le territoire communal est couvert par le schéma d'aménagement et de gestion des eaux (SAGE) « Vienne ». Ce document de planification, dont le territoire correspond au bassin du bassin de la Vienne, d'une superficie de 7 060 km2, a été approuvé le 1er juin 2006. La structure porteuse de l'élaboration et de la mise en œuvre est l'établissement public territorial de bassin Vienne. Il définit sur son territoire les objectifs généraux d’utilisation, de mise en valeur et de protection quantitative et qualitative des ressources en eau superficielle et souterraine, en respect des objectifs de qualité définis dans le troisième SDAGE  du Bassin Loire-Bretagne qui couvre la période 2022-2027, approuvé le 18 mars 2022.

### Climat
Le climat est océanique dégradé. C'est celui de la Charente limousine, plus humide et plus frais que celui du reste du département.

## Urbanisme

### Typologie
Au 1er janvier 2024, Saint-Christophe est catégorisée commune rurale à habitat très dispersé, selon la nouvelle grille communale de densité à 7 niveaux définie par l'Insee en 2022.
Elle est située hors unité urbaine et hors attraction des villes,.

### Occupation des sols
L'occupation des sols de la commune, telle qu'elle ressort de la base de données européenne d’occupation biophysique des sols Corine Land Cover (CLC), est marquée par l'importance des territoires agricoles (83 % en 2018), en diminution par rapport à 1990 (85,6 %). La répartition détaillée en 2018 est la suivante : 
prairies (67,3 %), forêts (15,8 %), zones agricoles hétérogènes (11,4 %), terres arables (4,3 %), zones urbanisées (1,2 %). L'évolution de l’occupation des sols de la commune et de ses infrastructures peut être observée sur les différentes représentations cartographiques du territoire : la carte de Cassini (XVIIIe siècle), la carte d'état-major (1820-1866) et les cartes ou photos aériennes de l'IGN pour la période actuelle (1950 à aujourd'hui).

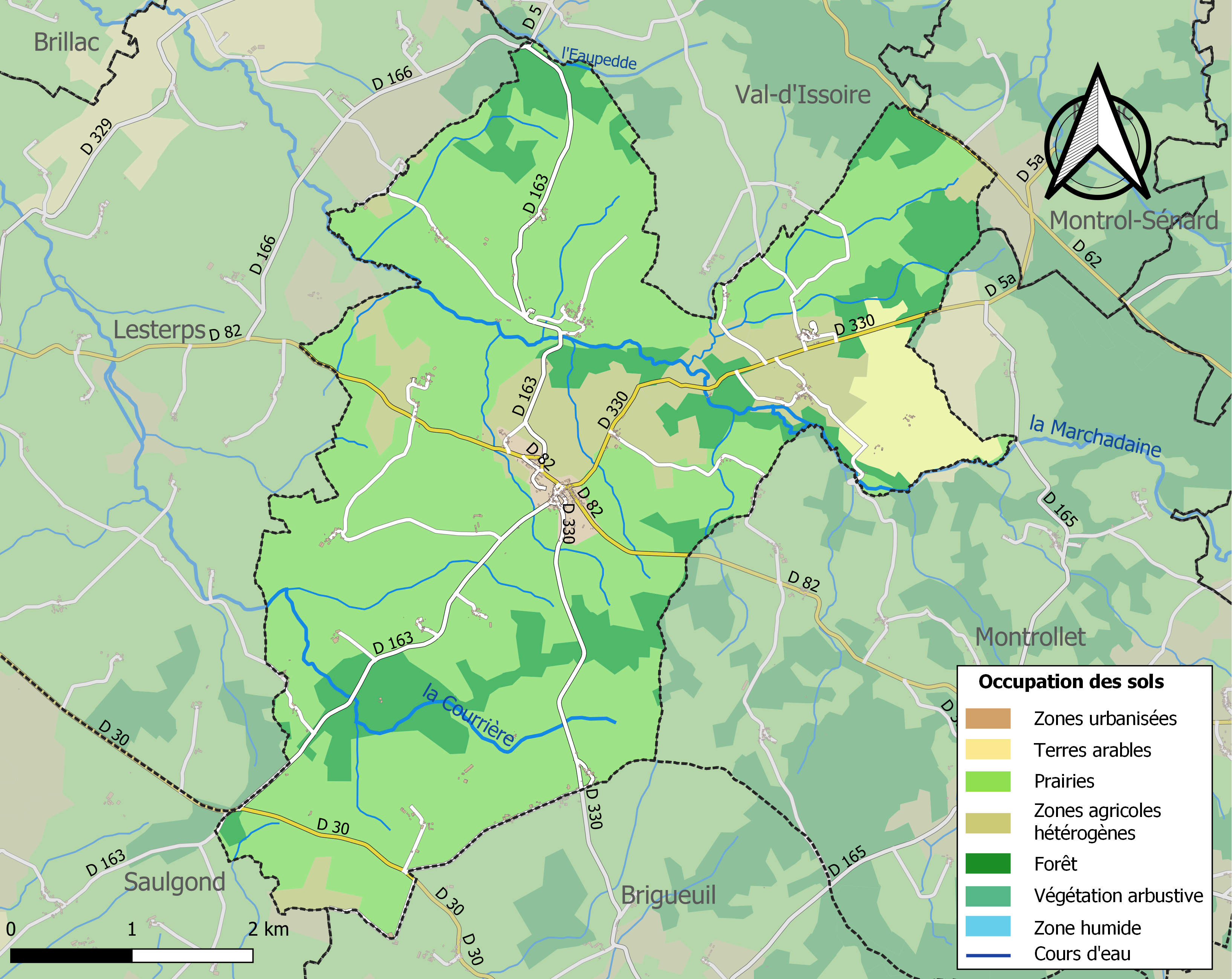
Carte des infrastructures et de l'occupation des sols de la commune en 2018 (CLC).

### Risques majeurs
Le territoire de la commune de Saint-Christophe est vulnérable à différents aléas naturels : météorologiques (tempête, orage, neige, grand froid, canicule ou sécheresse) et séisme (sismicité faible). Il est également exposé à un risque particulier : le risque de radon. Un site publié par le BRGM permet d'évaluer simplement et rapidement les risques d'un bien localisé soit par son adresse soit par le numéro de sa parcelle.

#### Risques naturels

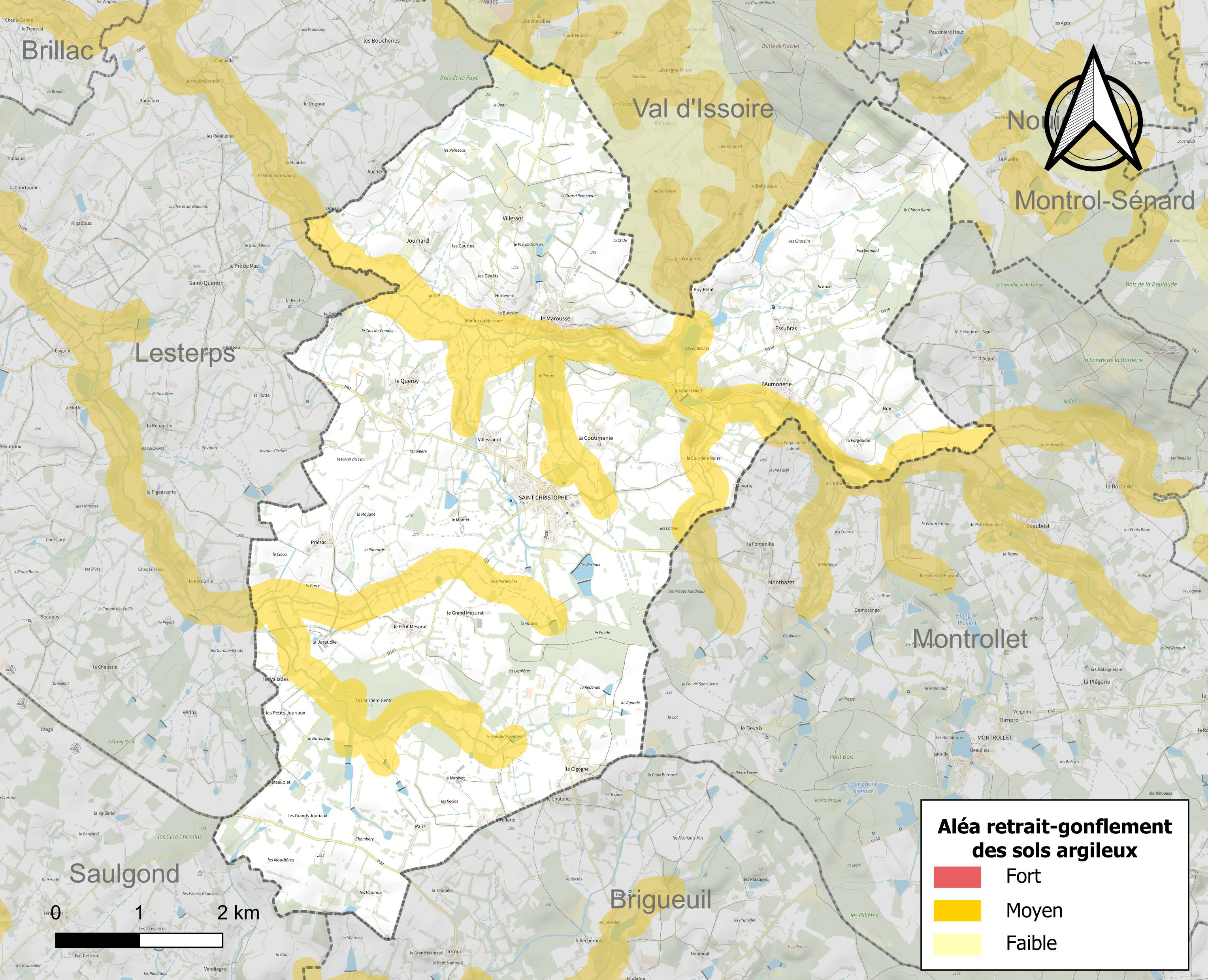
Carte des zones d'aléa retrait-gonflement des sols argileux de Saint-Christophe.

Le retrait-gonflement des sols argileux est susceptible d'engendrer des dommages importants aux bâtiments en cas d’alternance de périodes de sécheresse et de pluie. 19,6 % de la superficie communale est en aléa moyen ou fort (67,4 % au niveau départemental et 48,5 % au niveau national). Sur les 284 bâtiments dénombrés sur la commune en 2019, 18 sont en aléa moyen ou fort, soit 6 %, à comparer aux 81 % au niveau départemental et 54 % au niveau national. Une cartographie de l'exposition du territoire national au retrait gonflement des sols argileux est disponible sur le site du BRGM,.
Par ailleurs, afin de mieux appréhender le risque d’affaissement de terrain, l'inventaire national des cavités souterraines permet de localiser celles situées sur la commune.
La commune a été reconnue en état de catastrophe naturelle au titre des dommages causés par les inondations et coulées de boue survenues en 1982, 1983, 1993 et 1999. Concernant les mouvements de terrains, la commune a été reconnue en état de catastrophe naturelle au titre des dommages causés par des mouvements de terrain en 1999.

#### Risque particulier
Dans plusieurs parties du territoire national, le radon, accumulé dans certains logements ou autres locaux, peut constituer une source significative d’exposition de la population aux rayonnements ionisants. Certaines communes du département sont concernées par le risque radon à un niveau plus ou moins élevé. Selon la classification de 2018, la commune de Saint-Christophe est classée en zone 3, à savoir zone à potentiel radon significatif.

## Toponymie
Le nom de la localité est attesté sous sa forme latinisée Sanctus Christophorus prope Stirpem (« Saint-Christophe près de Lesterps ») en 1315.
Son nom vient de saint Christophe, porteur du Christ et martyr au IIIe siècle.
La commune s'est appelée Saint-Christophe à partir du nom de la paroisse, dès sa création en 1793. Pour ne pas la confondre avec la commune de Saint-Christophe près de Chalais (fusionnée en 1946), elle était parfois appelée parfois informellement Saint-Christophe-de-Confolens, comme Saint-Christophe-de-Chalais pour l'ancienne commune près de Chalais. Mais elles étaient toutes deux écrites Saint-Christophe sur les cartes de Cassini (XVIIIe siècle) et d'État-Major (XIXe siècle).

### Dialecte
La commune est dans la partie occitane de la Charente qui en occupe le tiers oriental, et le dialecte est limousin.
Elle se nomme Sent-Crestòfa en occitan.

## Histoire
Le camp de la Faye, dans le nord de la commune et proche de l'oppidum du Dognon dans la commune voisine de Lesterps, est supposé romain. Ses talus reposent sur des substructions,.
Saint-Christophe, paroisse de l'ancien diocèse de Limoges, était au XIVe siècle à la limite du comté de l'Angoumois et du Limousin.
L'église de Saint-Christophe était le siège d'un prieuré dépendant de l'abbaye de Lesterps. En 1782, le dernier prieur, nommé Dessain, fit construire l'actuel presbytère de ses propres deniers.
Le château, dont il ne reste qu'une tour, était le siège d'une seigneurie qui relevait de la vicomté de Brigueuil. Ses plus anciens seigneurs connus appartenaient à la famille du Theil ou du Teil. Le 7 février 1695 fut scellé par contrat conclu au château une double alliance entre la famille du Teil et la branche bellachonne de la famille Feydeau : tandis que Robert Feydeau, sieur de Charbonnières (Blanzac), épousait le jour-même en l’église de Saint-Christophe Isabeau du Teil, le lendemain 8 février 1695 François du Teil, frère d’Isabeau, épousait en l’église Notre-Dame de Bellac Catherine Feydeau, sœur de Robert. Les époux du Teil ne laissant pas d’enfant à leur décès, la seigneurie de Saint-Christophe passa alors en 1729 aux Feydeau qui en portent le nom et en possèdent encore le domaine aujourd'hui,.
Dans le sud de la commune, Pers (aujourd'hui orthographié Pairs) était aussi le siège d'un fief. Au début du XVe siècle, le château de Pers appartenait à la famille de Cognac. À la fin du XVIe siècle, une rivalité avait surgi entre les seigneurs de Saint-Christophe et ceux de Pers au sujet des préséances à l'église, et elle fut réglée par arbitrage. Au XVIIIe siècle, la terre de Pers passa aux des Monstiers, baron d'Auby et de la Valette (paroisse de Nouic), qui ne la conservèrent pas longtemps,,.

## Administration
La commune de Saint-Christophe a été créée en 1793 dans le canton de Brigueuil puis est passée dans celui de Confolens en 1801 et Confolens-Sud en 1802.
| Période                                  | Période  | Identité           | Étiquette | Qualité         |
| ---------------------------------------- | -------- | ------------------ | --------- | --------------- |
| avant 1981                               | ?        | Fernand Gainand    |           |                 |
| 2001                                     | 2014     | Gilles Sénégas     | SE        | Cadre EDF       |
| 2014                                     | mai 2020 | Jean-Paul Valadeau |           | Ouvrier d'usine |
| Les données manquantes sont à compléter. |          |                    |           |                 |

## Démographie

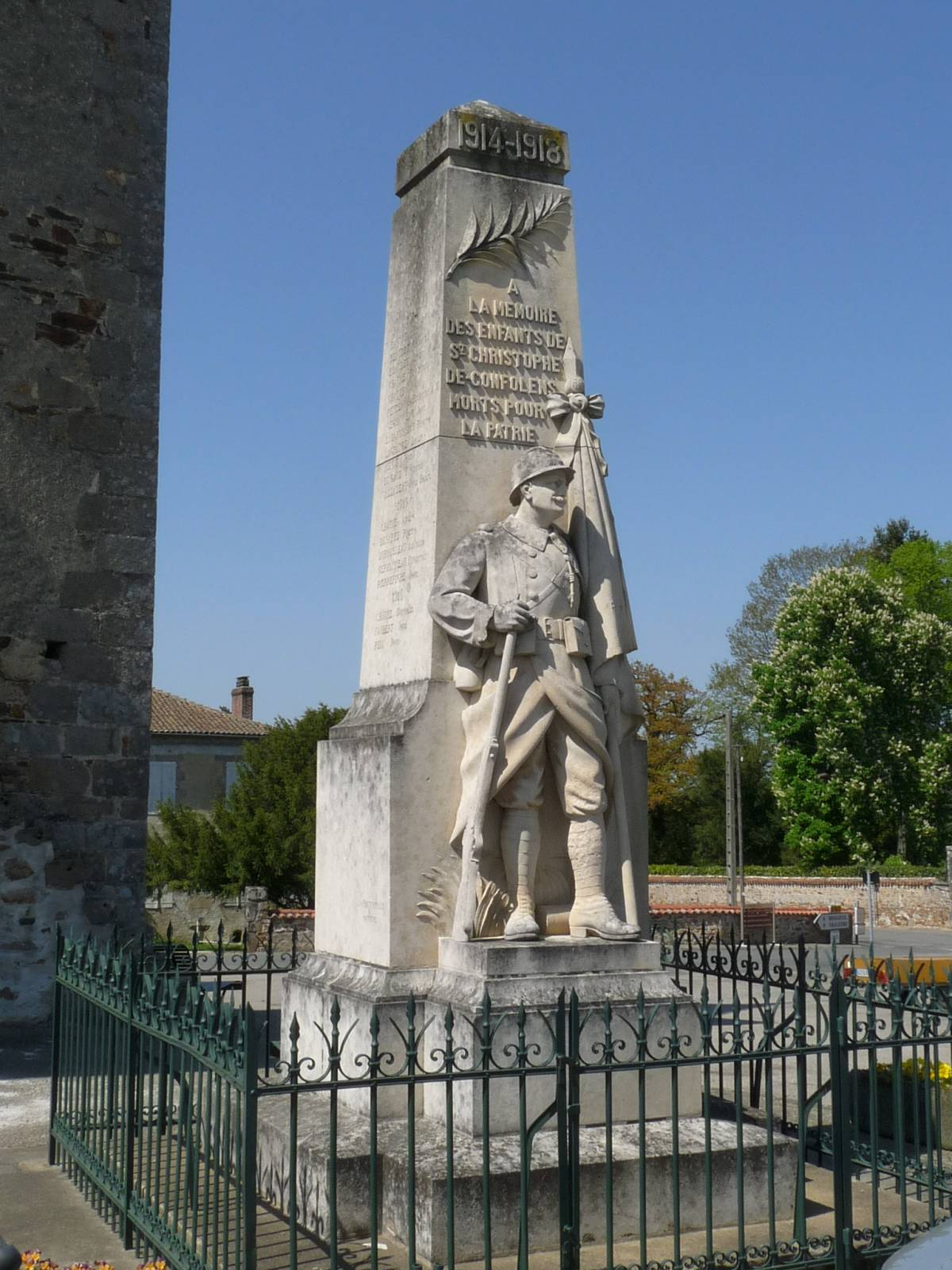
Le monument aux morts

### Évolution démographique
L'évolution du nombre d'habitants est connue à travers les recensements de la population effectués dans la commune depuis 1793. Pour les communes de moins de 10 000 habitants, une enquête de recensement portant sur toute la population est réalisée tous les cinq ans, les populations de référence des années intermédiaires étant quant à elles estimées par interpolation ou extrapolation. Pour la commune, le premier recensement exhaustif entrant dans le cadre du nouveau dispositif a été réalisé en 2008.

En 2022, la commune comptait 323 habitants, en évolution de −6,38 % par rapport à 2016 (Charente : −0,48 %, France hors Mayotte : +2,11 %).
| 1793  | 1800 | 1806  | 1821  | 1831  | 1841  | 1846  | 1851  | 1856  |
| ----- | ---- | ----- | ----- | ----- | ----- | ----- | ----- | ----- |
| 1 264 | 923  | 1 117 | 1 222 | 1 212 | 1 205 | 1 250 | 1 235 | 1 150 |

| 1861  | 1866  | 1872  | 1876  | 1881  | 1886  | 1891  | 1896  | 1901  |
| ----- | ----- | ----- | ----- | ----- | ----- | ----- | ----- | ----- |
| 1 102 | 1 106 | 1 042 | 1 081 | 1 095 | 1 102 | 1 072 | 1 075 | 1 088 |

| 1906  | 1911  | 1921 | 1926 | 1931 | 1936 | 1946 | 1954 | 1962 |
| ----- | ----- | ---- | ---- | ---- | ---- | ---- | ---- | ---- |
| 1 047 | 1 017 | 907  | 833  | 785  | 775  | 733  | 671  | 628  |

| 1968 | 1975 | 1982 | 1990 | 1999 | 2006 | 2008 | 2013 | 2018 |
| ---- | ---- | ---- | ---- | ---- | ---- | ---- | ---- | ---- |
| 480  | 414  | 381  | 339  | 315  | 319  | 320  | 355  | 319  |

| 2022 | - | - | - | - | - | - | - | - |
| ---- | - | - | - | - | - | - | - | - |
| 323  | - | - | - | - | - | - | - | - |

### Pyramide des âges
La population de la commune est relativement âgée.
En 2018, le taux de personnes d'un âge inférieur à 30 ans s'élève à 23,2 %, soit en dessous de la moyenne départementale (30,2 %). À l'inverse, le taux de personnes d'âge supérieur à 60 ans est de 38,6 % la même année, alors qu'il est de 32,3 % au niveau départemental.
En 2018, la commune comptait 159 hommes pour 160 femmes, soit un taux de 50,16 % de femmes, légèrement inférieur au taux départemental (51,59 %).
Les pyramides des âges de la commune et du département s'établissent comme suit.
| Hommes | Classe d’âge | Femmes |
| ------ | ------------ | ------ |
| 0,0    | 90 ou +      | 1,9    |
| 9,4    | 75-89 ans    | 11,3   |
| 30,8   | 60-74 ans    | 23,8   |
| 24,5   | 45-59 ans    | 24,4   |
| 15,1   | 30-44 ans    | 12,5   |
| 6,9    | 15-29 ans    | 10,6   |
| 13,2   | 0-14 ans     | 15,6   |

| Hommes | Classe d’âge | Femmes |
| ------ | ------------ | ------ |
| 1      | 90 ou +      | 2,7    |
| 9,2    | 75-89 ans    | 12     |
| 20,6   | 60-74 ans    | 21,3   |
| 20,7   | 45-59 ans    | 20,3   |
| 16,8   | 30-44 ans    | 16     |
| 15,6   | 15-29 ans    | 13,4   |
| 16,1   | 0-14 ans     | 14,3   |

### Remarques
Durant le XXe siècle, Saint-Christophe a perdu 70 % de sa population.

## Économie
Le moulin du Buisson a été un moulin à blé et une minoterie construite à la fin du XIXe siècle. Un moulin à huile a été détruit vers 1960. L'autre minoterie était la minoterie Trouillaud située au lieu-dit l'Aumônerie construite entre 1880 et 1900 qui possède une turbine hydraulique installée en 1939.
Actuellement l'activité se limite au relai Saint-Christophe, un garage et un électricien, en sus de la SERIM (Société d'Études et Réalisations Industrielles Meunières), ainsi qu'un restaurant.

## Équipements, services et vie locale

### Vivre à Saint-Christophe

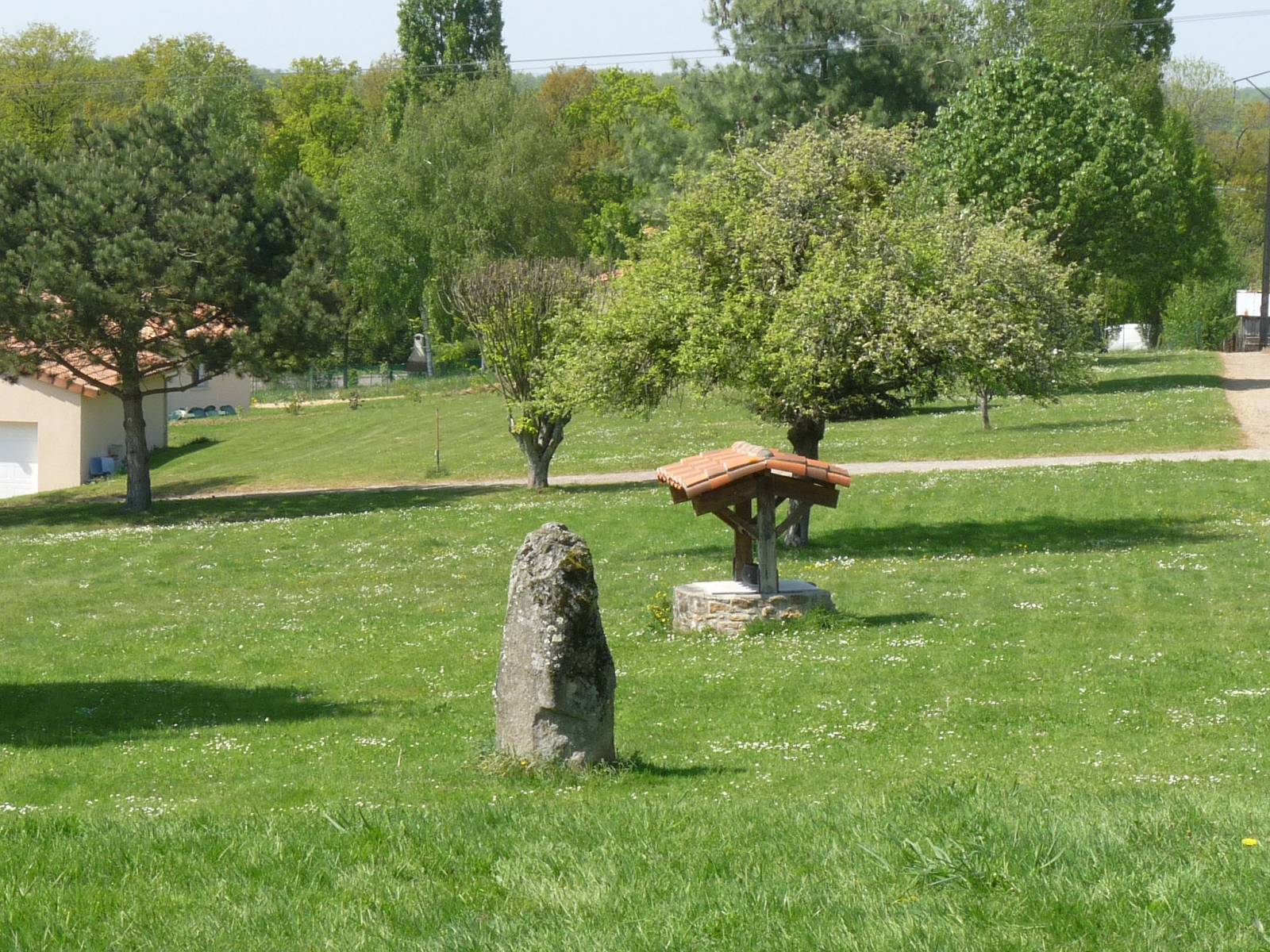
Le parc derrière l'église.

Les clubs sportifs sont le Saint-Christophe Football Club, le Nouic Rallye Compétition et l'Association communale de chasse, les autres associations étant l'Amicale pour les enfants de Saint-Christophe, le club du 3e âge et le comité des fêtes.

## Lieux et monuments
- L'église paroissiale Saint-Christophe possède deux objets classés monument historique au titre objet : un retable et un fer à hosties[44],[45].

Son chœur date du XIIe siècle, son clocher du XVe siècle comme l'allongement de la nef puis elle a été restaurée en 1690.
Une litre funéraire qui porte les armes de la famille du Theil ceinturait le chœur.

Église de Saint-Christophe
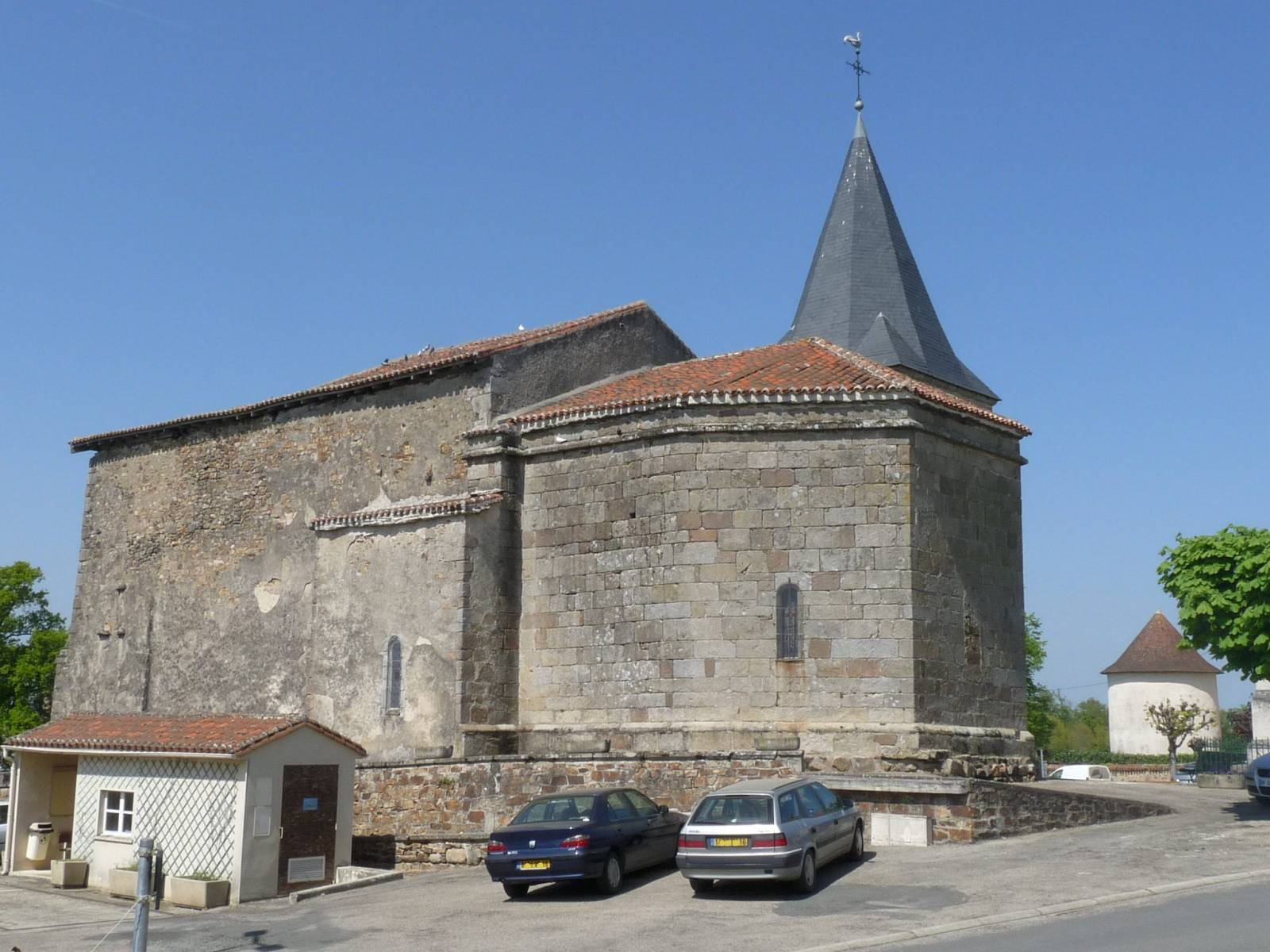
Vue du sud.
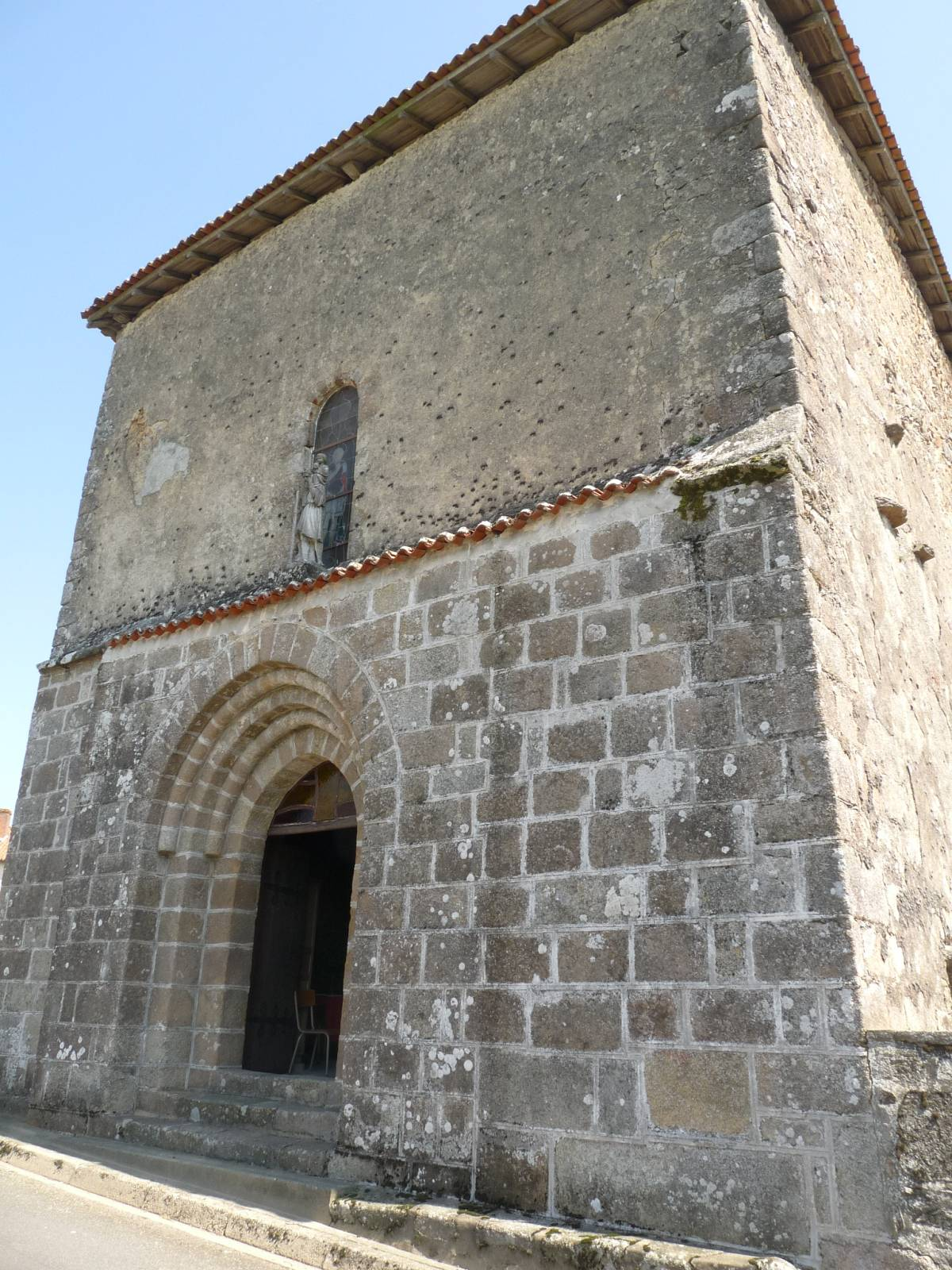
L'entrée.
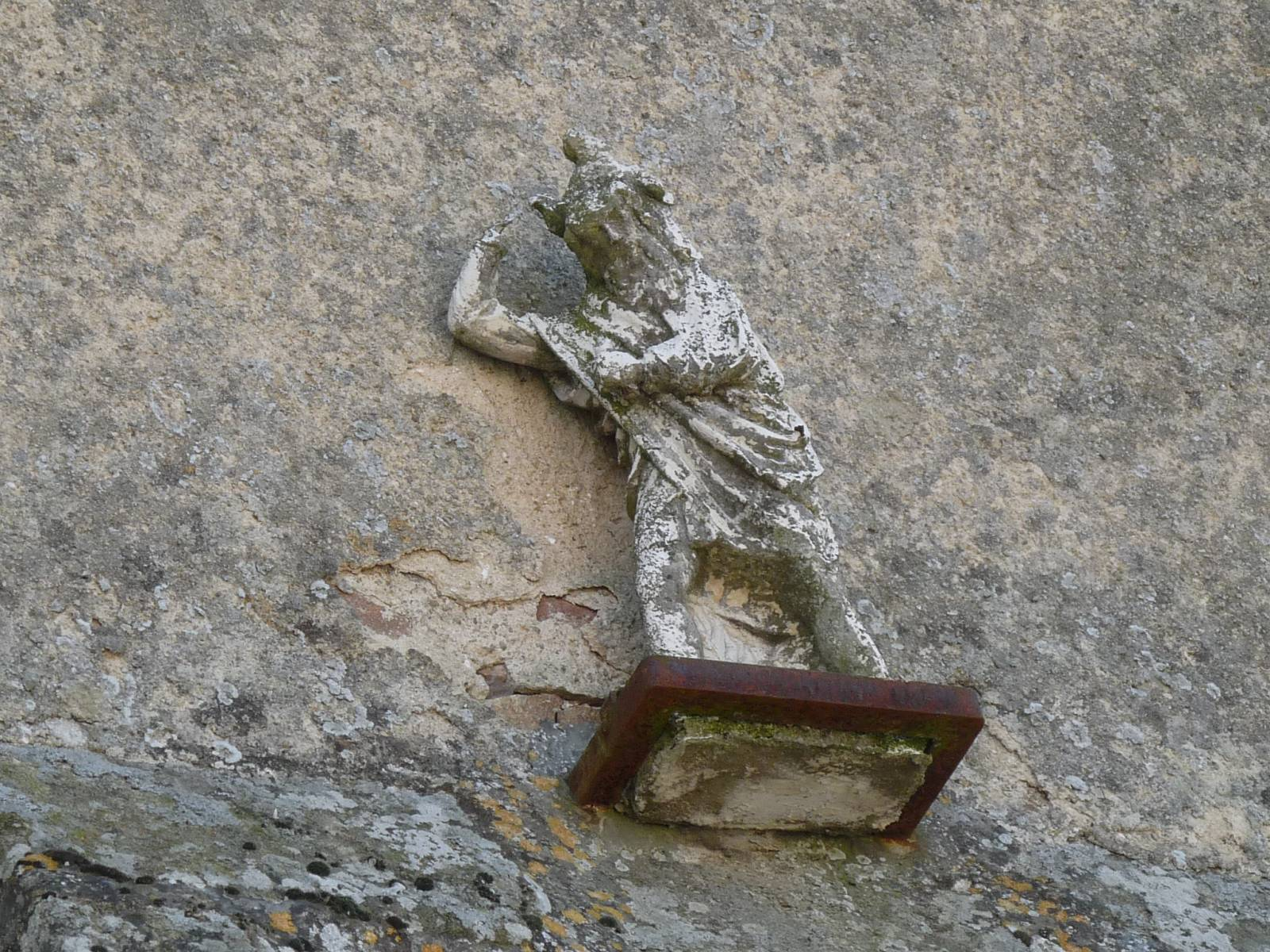
Statuette sur le mur latéral nord.
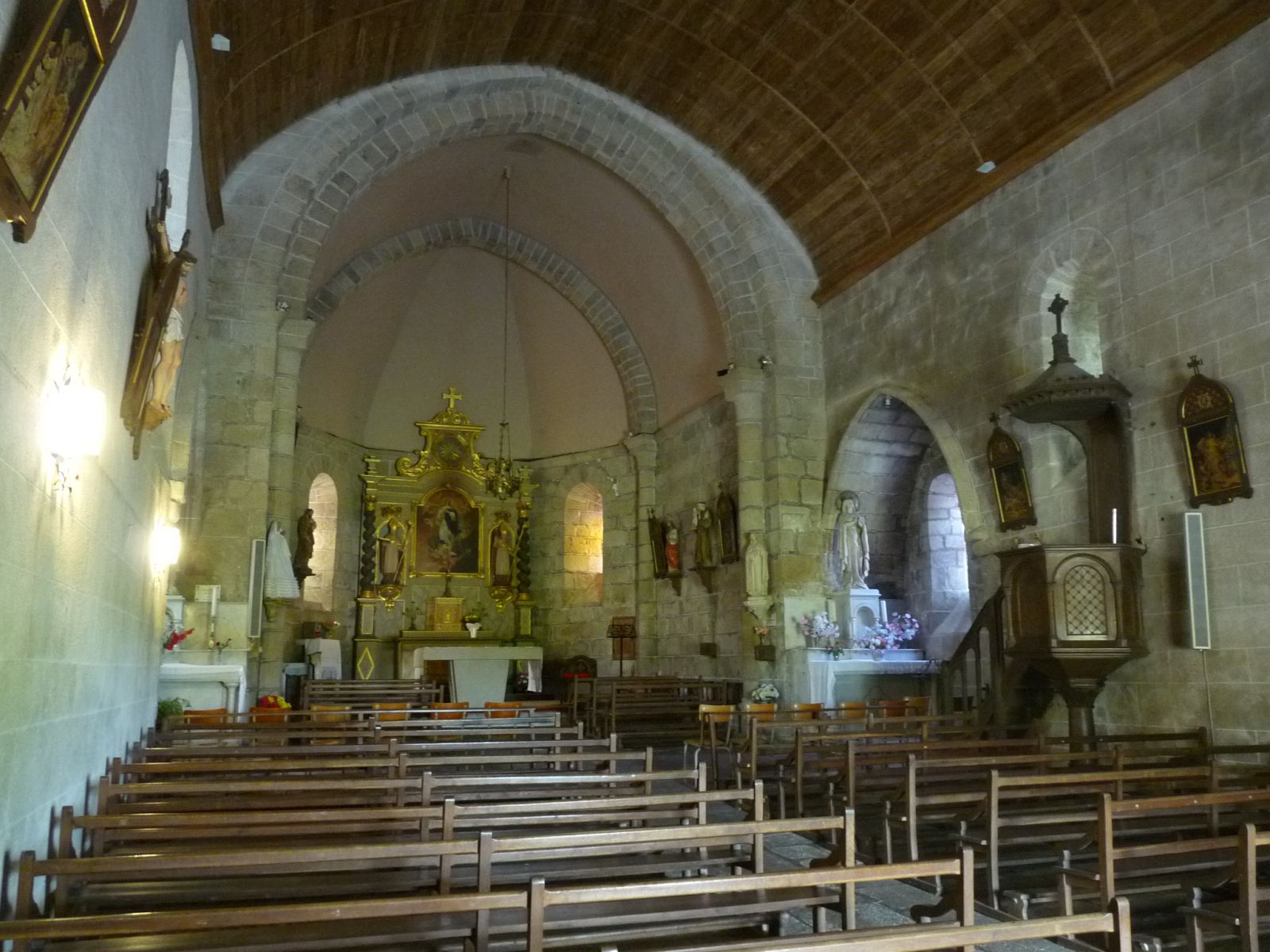
La nef et le chœur.
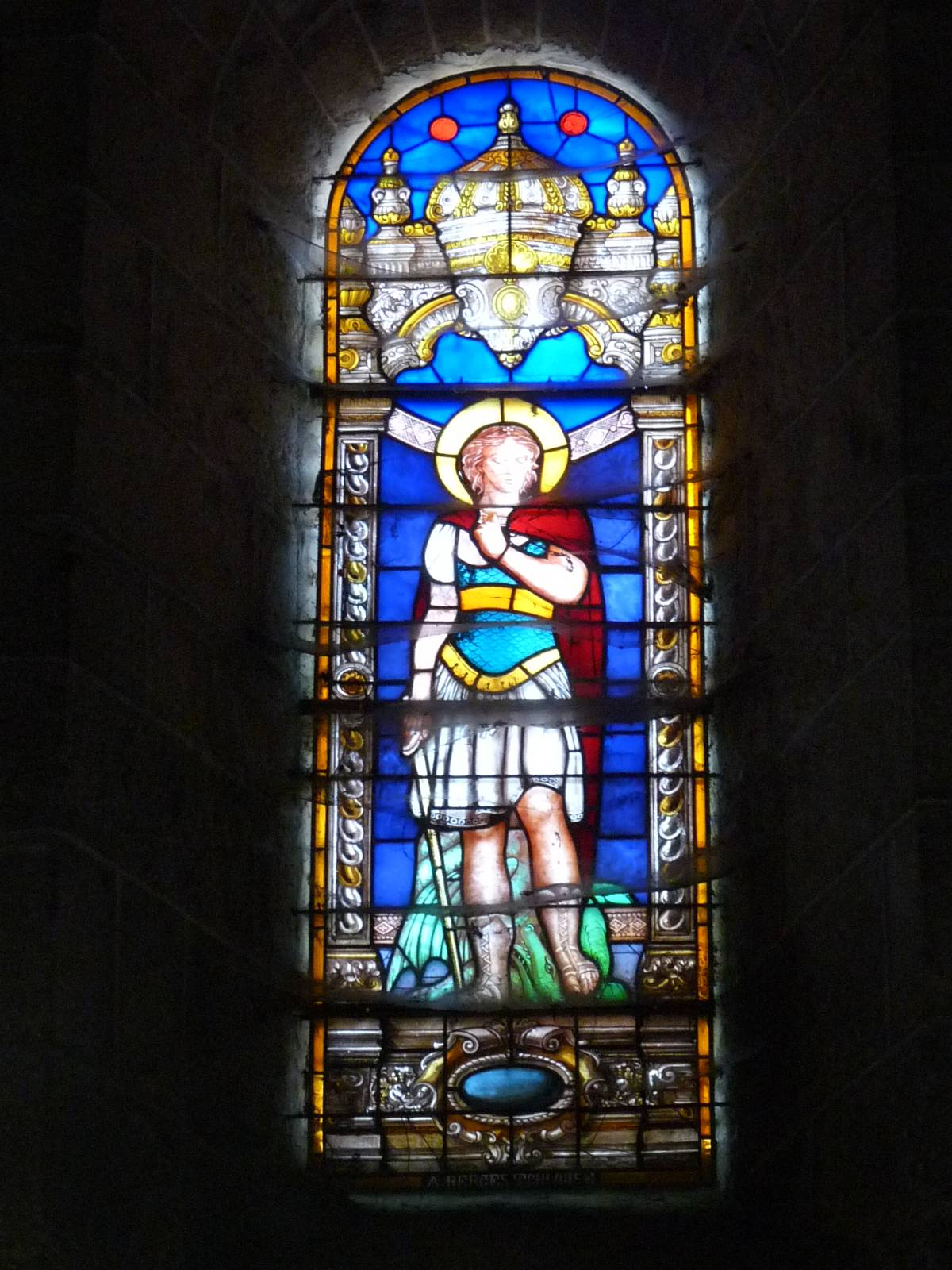
Vitrail de saint Christophe.

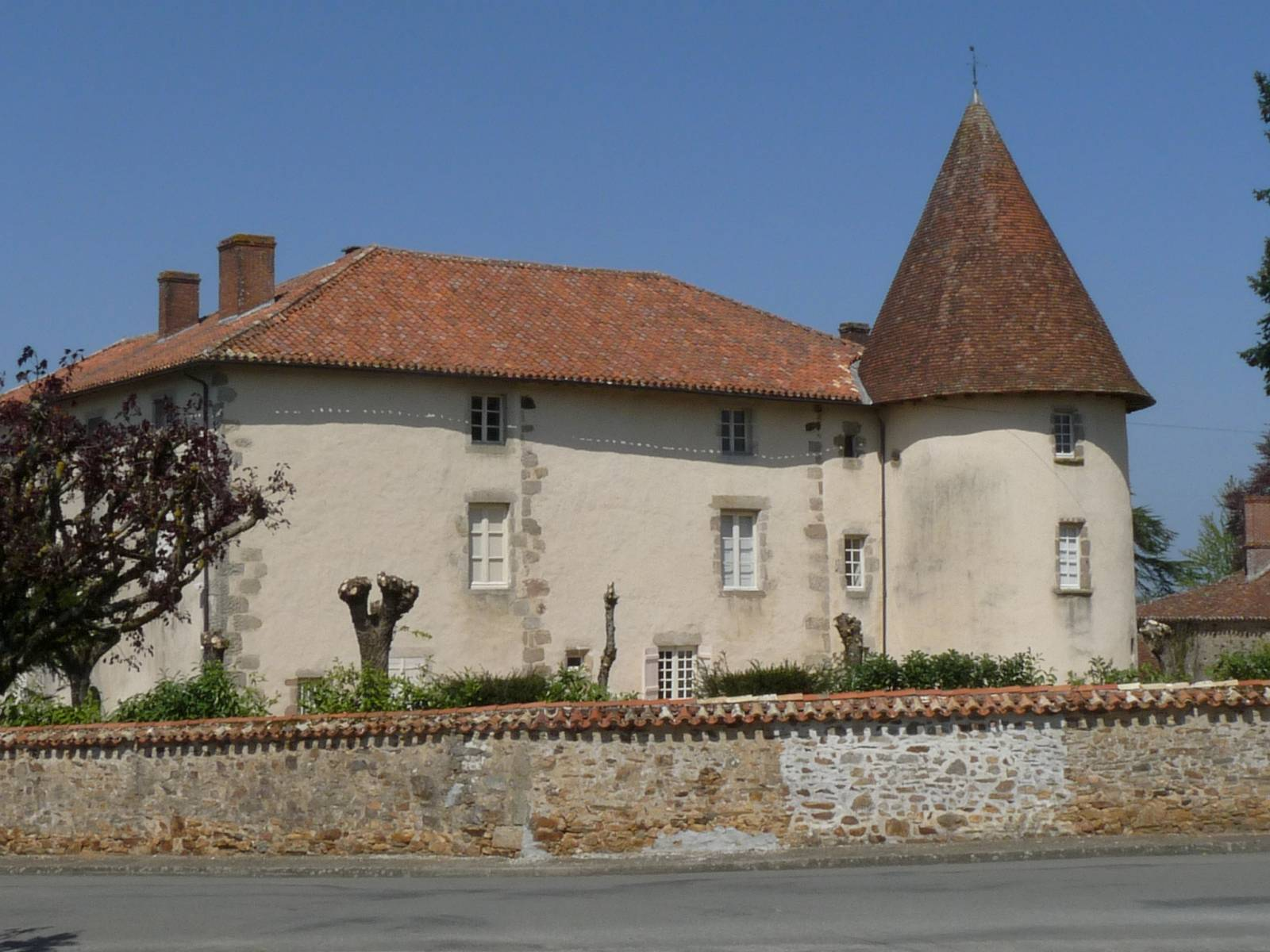
Logis vu de la place de l'Église.

- Logis au centre du bourg, dont la tour était celle de l'ancien château[32].

## Personnalités liées à la commune
- François Feydeau de Saint-Christophe, né le 8 octobre 1735 au château de Saint-Christophe. Après ses études à Angoulême et à Poitiers, il devint gendarme de la Garde (1755), puis passa en tant qu'officier aux Grenadiers de France. Vétéran de la Guerre de Sept Ans, il participa à la Guerre d'indépendance des États-Unis (campagne des Antilles) en tant que major, puis lieutenant-colonel (1779) avec brevet de colonel (1780) du régiment d'Armagnac-Infanterie commandé successivement par le comte de Lowendal puis le marquis de Livarot. Il fut grièvement blessé à la tentative de reprise de l'Île Sainte-Lucie le 18 décembre 1778 à la tête de ses hommes, participa à la prise de l'Île de Tobago (1781) puis à la phase terrestre de la bataille de Saint-Christophe (1782) où sa belle conduite lui valut le gouvernorat (par intérim) de l'Île Saint-Vincent et la promesse du grade de brigadier. Mort le 21 septembre 1782 à Kingstown des suites de ses blessures alors gouverneur (depuis mars 1782) pour le roi de Saint-Vincent (Antilles). Chevalier de Saint-Louis (1771). Il est le membre d'origine de la famille de Feydeau de Saint-Christophe à la Société des Cincinnati (branche française)[46].